# Барково (Московская область)
Барково — село в Городском округе Пушкинский Московской области России, входит в состав сельского поселения Царёвское. Население — 403 чел. (2010).

## География
Расположено на севере Московской области, в северо-восточной части Пушкинского района, примерно в 23 км к северо-востоку от центра города Пушкино и 38 км от Московской кольцевой автодороги, на правом берегу впадающей в Клязьму реки Вори, севернее города Красноармейска.
В селе одна улица — Садовая — и один микрорайон — Лесная поляна.
В 5 км к западу — Ярославское шоссе М8, в 3 км к югу проходит ветка линии Ярославского направления Московской железной дороги Софрино — Красноармейск. Ближайшие сельские населённые пункты — деревни Михайловское и Фёдоровское, ближайшая станция — Фёдоровское.

## Транспорт
- 43 (Красноармейск — Михайловское)

## Население
| 1678 | 1859 | 1890 | 1899 | 1926 | 2002 | 2006 |
| ---- | ---- | ---- | ---- | ---- | ---- | ---- |
| 71   | ↗250 | ↗293 | ↘283 | ↗322 | ↗385 | ↗386 |
| 2010 |      |      |      |      |      |      |
| ↗403 |      |      |      |      |      |      |

## История
Село Борково находилось на землях Власовской и Онцыфоровской Ивана Васильевича Боркова (в 1447 — Власовская деревня). В XVI веке село Барково Вора и Корзенева стана Московского уезда с церковью Христова мученика Никиты, также называвшееся Боровково и Бортниково, являлось вотчиной Троицы Сергиева монастыря.
В 1678 году в селе было 9 дворов, в которых проживал 71 человек.
В 1819—1827 гг. в Баркове был построен каменный однокупольный храм Илии Пророка в стиле классицизма с колокольней и трапезной с Никитским приделом. Разобран в 1930-х гг.
В «Списке населённых мест» 1862 года — казённое село 1-го стана Дмитровского уезда Московской губернии по правую сторону Архангело-Богородского тракта (от Сергиева Посада в Богородский уезд), в 47 верстах от уездного города и 17 верстах от становой квартиры, при реке Воре, с 55 дворами, православной церковью, фабрикой и 250 жителями (109 мужчин, 141 женщина).
По данным на 1899 год — село Морозовской волости Дмитровского уезда с 283 жителями.
В 1913 году — 55 дворов.
По материалам Всесоюзной переписи населения 1926 года — центр Барковского сельсовета Путиловской волости Сергиевского уезда Московской губернии, проживало 322 жителя (164 мужчины, 158 женщин), насчитывалось 68 хозяйств, из которых 67 крестьянских.
С 1929 года — населённый пункт в составе Пушкинского района Московского округа Московской области. Постановлением ЦИК и СНК от 23 июля 1930 года округа как административно-территориальные единицы были ликвидированы.
Административная принадлежность
1929—1954 гг. — центр Барковского сельсовета Пушкинского района.
1954—1957 гг. — село Путиловского сельсовета Пушкинского района.
1957—1959 гг. — село Путиловского сельсовета Мытищинского района.
1959—1960 гг. — село Царёвского сельсовета Мытищинского района.
1960—1962 гг. — село Царёвского сельсоветов Калининградского района.
1962—1963, 1965—1994 гг. — село Царёвского сельсовета Пушкинского района.
1963—1965 гг. — село Царёвского сельсовета Мытищинского укрупнённого сельского района.
1994—2006 гг. — село Царёвского сельского округа Пушкинского района.
С 2006 года — село сельского поселения Царёвское Пушкинского муниципального района Московской области.

## Достопримечательности

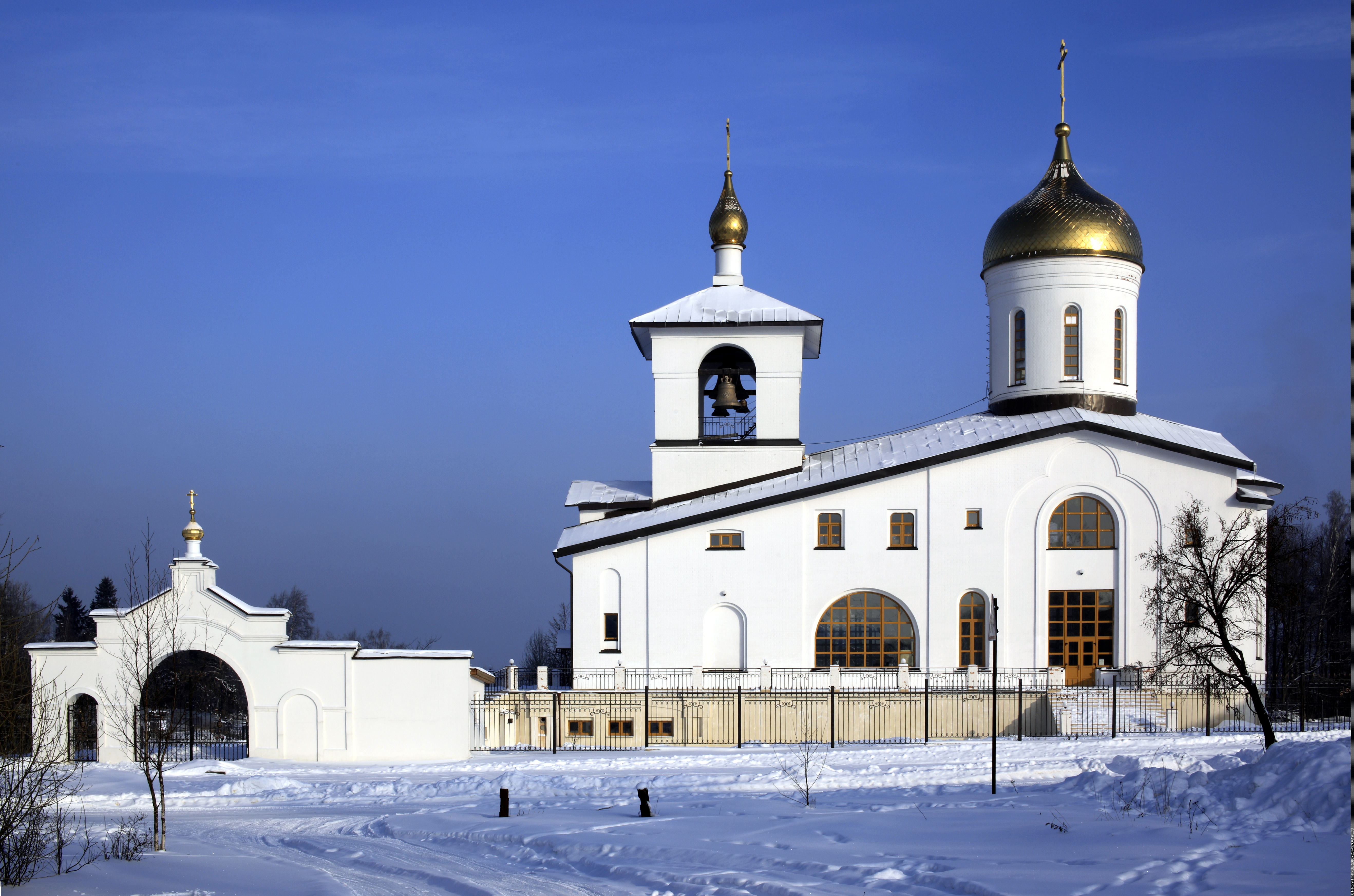
Церковь Ильи Пророка в Барково

- Курганная группа Барково-2, XII—XIII вв. — памятник археологии, расположенный в 1,8 км к юго-востоку от села[20].
- Селище, XII—XV вв. — памятник археологии, расположенный к юго-востоку от села[20].
- Кирпичная двухэтажная церковь Илии Пророка Ивантеевского благочиния 2002—2008 гг. постройки[12].